# Troglophile
 (novembre 2024).
Si vous disposez d'ouvrages ou d'articles de référence ou si vous connaissez des sites web de qualité traitant du thème abordé ici, merci de compléter l'article en donnant les références utiles à sa vérifiabilité et en les liant à la section « Notes et références ».

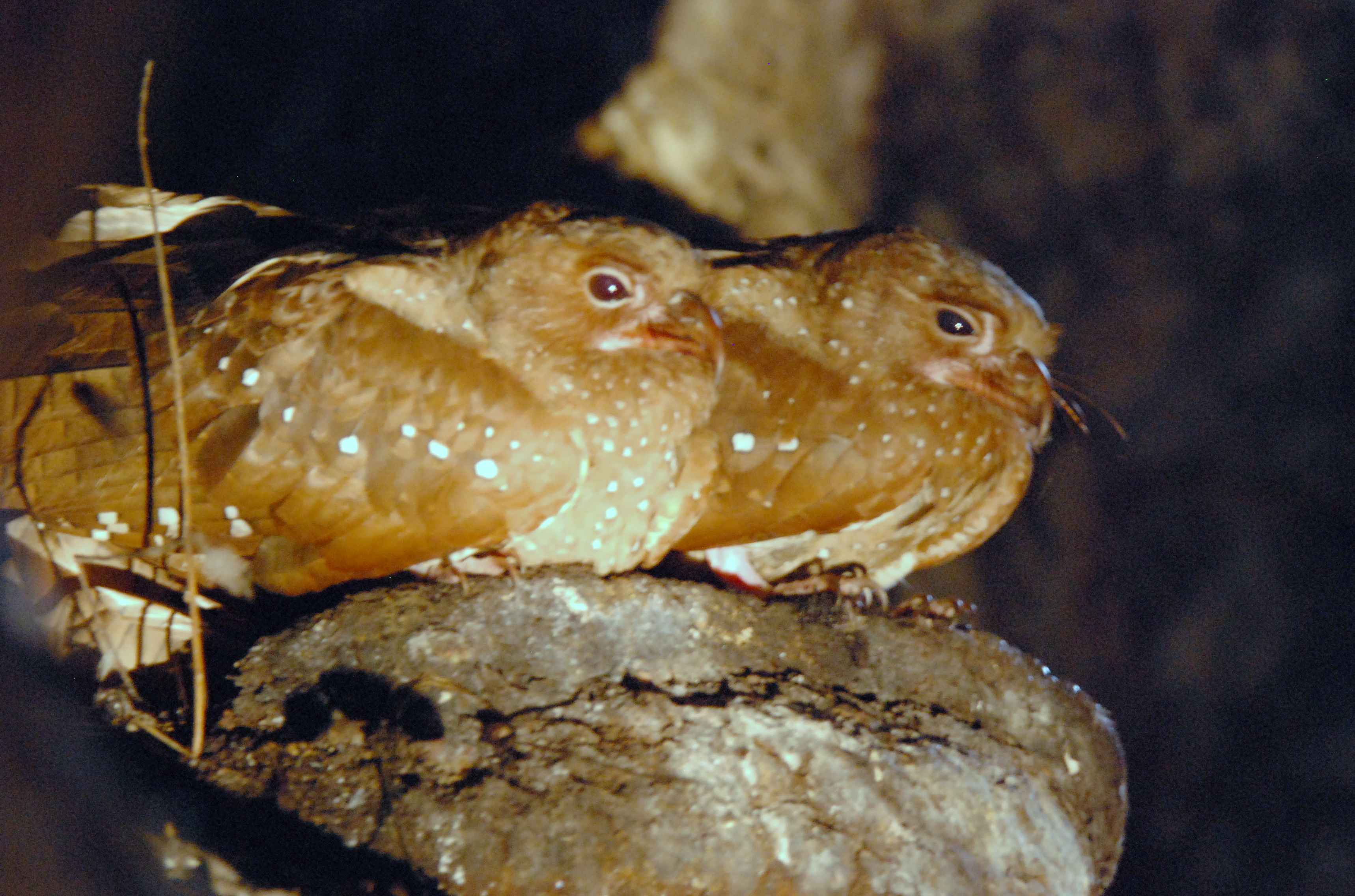
Le guacharo des cavernes, une espèce troglophile.

Le terme troglophile est réservé en biospéologie (ou biospéléologie) pour désigner certains animaux dont la présence est très fréquente dans le milieu souterrain, mais qui n'y passent pas toute leur vie. On utilise plus souvent le terme espèce cavernicole pour parler des espèces troglophiles. 
Ils accomplissent certaines parties de leurs cycles de vie au sein du milieu cavernicole : hibernation, diapause, repos, reproduction, etc.
Ces animaux ne présentent pas d'adaptation anatomique ou physiologique particulière à l'environnement cavernicole comme les troglobies mais ont un besoin vital ponctuel du milieu souterrain contrairement aux trogloxènes, « visiteurs occasionnels » du milieu souterrain.

## Espèces troglophiles
Les animaux troglophiles, bien que très peu différents morphologiquement des formes épigées, sont particulièrement bien adaptés à la vie souterraine. 
On y trouve notamment les animaux suivants : 
- Insectes : moustique Culex pipiens ; lépidoptères Nudaria mundana ou Triphosa dubitata L.,
- Oiseaux : salanganes, guacharos des cavernes, etc.
- Amphibiens : salamandre, etc.

## Prédisposition et adaptation
Au cours de l'histoire de leur lignée sont apparus, à la suite de la variabilité génétique, des caractères qui les ont rendus plus aptes que d'autres à la vie dans les conditions spécifiques du monde souterrain. C'est ce qu'on appelle la « préadaptation ».
Les animaux troglophiles utilisent ces prédispositions pour exploiter le monde hypogé en leur faveur ; ils peuvent alors voir leur comportement différer sensiblement de ceux des membres épigés de la même espèce : les escargots Oxychilus épigés hibernent, alors que l'Oxychilus cavernicole troglophile a une activité constante tout au long de l'année. 
De plus, si on analyse les sucs digestifs d'une espèce d'Oxychilus épigé, on s'aperçoit qu'ils contiennent dix fois plus d'enzymes capables de digérer les carapaces des insectes que ceux des autres escargots, et pourtant Oxychilus épigé est détritiphage (animaux morts, feuilles mortes) ; alors que sous terre, l'espèce troglophile d'Oxychilus est carnivore : il mange les déchets de carcasses d'insectes et chasse même des papillons. Cet exemple de préadaptation montre bien que sans cette spécificité physiologique préalable, jamais Oxychilus n'aurait pu donner une lignée d'animaux cavernicoles viables.
Pour autant, et même si leur cycle de vie se déroule entièrement dans les cavités, la morphologie des troglophiles n'a pas ou très peu évolué : peut-être ne sont-ils pas hypogés depuis un nombre de générations suffisamment élevé, car comme le souligne Stephen Jay Gould : « Les organismes ne sont pas une pâte à modeler que l'environnement façonne à son gré, ni des boules de billard sur le tapis vert de la sélection naturelle. La morphologie de ces organismes et le comportement qu'ils ont hérité du passé exercent une contrainte et freinent leur évolution : il leur est impossible d'acquérir rapidement de nouvelles caractéristiques optimales chaque fois que leur environnement se modifie ».
Seules les bactéries, encore mal connues, semblent peut-être faire exception à cette règle et avoir un pouvoir adaptatif au-dessus de la moyenne des autres êtres vivants, puisqu'on constate une présence bactérienne importante dans les argiles des grottes.